# Гаурабда
Гаура́бда — название лунного ваишнавского календаря, используемого в сампрадайе (линии) гаудийа-ваишнавизма. В частности, этот календарь является основным в Международном обществе сознания Кришны.
Отсчёт годов ведётся со дня рождения основоположника гаудийа-ваишнавизма Чаитанйи Махапрабху, то есть с 1486 года.
В ваишнавском календаре, даты различных празднеств подсчитываются, принимая во внимание титхи, накшатры и другие элементы. Учёные, изучив различные системы древнеиндийского календаря определили, что лунный календарь является более древним, чем солнечный. Известно, что фазы луны оказывают влияние на сельское хозяйство, а согласно таким текстам как «Ману-смрити» — они также влияют на более тонкие аспекты человеческой жизни.

## Традиционные и современные методы расчёта
Традиционно, астрологические расчёты для составления индуистского календаря осуществляются с помощью таких текстов по ведической астрономии, как «Сурйа-сиддханта». Методы, описанные в «Сурйа-сиддханте», имеют большое сходство с методами, используемыми в современной астрономии для определения положения планет. Однако, модель, изложенная в «Сурйа-сиддханте», гораздо более простая и практичная, подходящая для того, чтобы осуществлять расчёты вручную.
Всё, что необходимо для этого, — это простые астрономические инструменты, для создания которых нет необходимости прибегать к высоким технологиям. Эти инструменты использовались для того, чтобы проверить соответствие астрономических расчётов с обозреваемым реальным движением планет. Когда, по прошествии определённого периода времени, обнаруживалась разница, её корректировали с помощью астрономических постоянных в формулах. Несмотря на простоту астрономической модели, с помощью этой системы результаты получались довольно точными. Хотя точность получаемых таким образом результатов не может сравнится с точностью, достижимой при использовании современных астрономических методов, для составления календарей её вполне достаточно.
В настоящее время, для осуществления расчётов используется компьютерная программа, которая обеспечивает формулы, дающие точность одной минуты дуги для долготы Солнца и двух минут дуги для долготы Луны. При расчёте конечного времени титхи, ошибки могут составлять до 5 минут во времени. Средняя ошибка составляет 3 минуты, что может, например, привести к определению неверного дня экадаши (одиннадцатого лунного дня) раз в 20 лет.

## Ваишнавский календарь
В ваишнавской традиции, отсчёт годов ведётся со дня явления Чаитанйи Махапрабху, который рассматривается внутри традиции как совместная аватара (Радха-Кришна) в одном лице. Другое имя Чаитанйи — Гаура, поэтому летоисчисление называют «Гаурабда» — «год ШриЧаитанйи».
Каждый месяц, или маса, носит имя Вишну или Кришны. Ниже приводится список месяцев, их санскритские названия, под которыми они известны в Индии, и их приблизительные эквиваленты в Григорианском календаре.
|    | Вайшнавское | Ведическое | Григорианское    |
| -- | ----------- | ---------- | ---------------- |
| 1  | Вишну       | Чаира      | Март-Апрель      |
| 2  | Мадхусудана | Ваишакха   | Апрель-Май       |
| 3  | Тривикрама  | Джйештха   | Май-Июнь         |
| 4  | Вамана      | Ашадха     | Июнь-Июль        |
| 5  | Шридхара    | Шравана    | Июль-Август      |
| 6  | Хришикеша   | Бхадрапада | Август-Сентябрь  |
| 7  | Падманабха  | Ашвина     | Сентябрь-Октябрь |
| 8  | Дамодара    | Картика    | Октябрь-Ноябрь   |
| 9  | Кешава      | Маргаширша | Ноябрь-Декабрь   |
| 10 | Нарайана    | Пауша      | Декабрь-Январь   |
| 11 | Мадхава     | Магха      | Январь-Февраль   |
| 12 | Говинда     | Пхалгуна   | Февраль-Март     |
| 13 | Пурушоттама | Адхика     | 13-й месяц       |

## Календарь Гаурабда
| Календарный год | Гаурабда |
| --------------- | -------- |
| 1999 — 2000     | 513      |
| 2000 — 2001     | 514      |
| 2001 — 2002     | 515      |
| 2002 — 2003     | 516      |
| 2003 — 2004     | 517      |
| 2004 — 2005     | 518      |
| 2005 — 2006     | 519      |
| 2006 — 2007     | 520      |
| 2007 — 2008     | 521      |
| 2008 — 2009     | 522      |

## Соблюдение экадаши
Экадаши, или одиннадцатый лунный день, имеет особое значение. В «Чаитанйа-чаритамрите» (Мадхйа-лила, глава 24),
Чаитанйа Махапрабху даёт наставления Санатане Госвами относительно регулирующих принципов ваишнавизма, в которых подчёркивает важность соблюдения экадаши.
В «Хари-бхакти-виласе» описывается виддха (смешанный) экадаши, который случается, когда одиннадцатый лунный день начинается перед восходом солнца, но десятый титхи всё ещё влияет в начале брахма-мухурты (благоприятного для трансцендентной практики периода за 96 минут часа до восхода солнца).
Традиционно, в день экадаши постятся. Но при определённых условиях, называемых махадвадаши, постятся не на экадаши, а на следующий, двенадцатый лунный день, двадаши, несмотря на то, что этот экадаши является шуддха, или чистым, а не виддха, или смешанным. Существует восемь махадвадаши в каждом году.
Экадаши необходимо соблюдать в день, называемый шуддха (чистый) экадаши или в махадвадаши, даже если предыдущий день был экадаши. Чтобы успешно завершить экадаши, на следующее утро необходимо прервать пост в особый промежуток времени, указанный в календаре.